# Алексеевка (Темниковский район)
Алексе́евка — деревня, административный центр Алексеевского сельского поселения в Темниковском районе Республики Мордовия.

## География
Примерно в 12 км к западу от Темникова. Расположена в 12 км от районного центра и 77 км от железнодорожной станции Торбеево.

## История
Основана в XVIII веке, название деревне дано по имени первого владельца — Алексея Мельникова из Темникова, о чём указано в «Переписи податного населения по Темниковскому уезду за 1761—1767 годы».
Усадьба Ф. Ф. Ушакова не сохранилась до наших дней. На том месте, где она находилась, в Алексеевке установлен памятник.
В «Списке населённых мест Тамбовской губернии» (1866) Алексеевка — сельцо владельческое из 26 дворов Темниковского уезда. По сельскохозяйственному налоговому учёту 1930 г., в Алексеевке было 95 хозяйств (483 чел.). В 2000 г. на базе колхоза им. Ф. Ф. Ушакова создан СХПК.

## Инфраструктура
На территории Алексеевки — Дом культуры, школа, магазин, библиотека. 

## Население
| 2002 | 2005 | 2010 |
| ---- | ---- | ---- |
| 233  | ↘219 | ↗225 |